# Gorges de l'Alcantara
Pour les articles homonymes, voir Alcantara.
Les gorges de l'Alcantara (italien : gole dell'Alcantara), également appelées gorges de Larderia, sont situées dans la vallée de l'Alcantara en Sicile où se termine la chaîne des monts Péloritains entre les communes de Castiglione di Sicilia et Motta Camastra.

## Description
Ce sont des gorges qui peuvent atteindre 25 mètres de haut et 2 mètres de large dans les points les plus étroits et 4-5 mètres dans les points les plus larges. Le canyon naturel a été creusé pendant des milliers d'années par les eaux de l'Alcantara qui ont progressivement érodé la lave solidifiée en formant des fissures verticales typiques.
Sur le territoire de Motta Camastra dans la localité de Fondaco Motta se trouve la gorge la plus impressionnante et la plus célèbre de l'Alcantara, de longueur de plus de 6 km et facilement accessible pour les visiteurs.
La particularité de cette gorge réside dans la structure des parois, créée par des coulées de lave basaltique (pauvre en silicium mais riche en fer, magnésium et calcium). La lave s'est ensuite refroidie très lentement pour créer ces formes prismatiques pentagonales et hexagonales, qui rappellent la structure moléculaire des matériaux qui la constituent.
On pense que l'apparition du fleuve dans la section des Gorges remonte aux coulées de magma des 8 000 dernières années. Les thèses les plus récentes identifient trois écoulements successifs issus de fissures et d'ouvertures dans la zone du Monte Dolce, dans le versant moyen-inférieur de l'Etna ; les flux apparaissent superposés le long de la paroi gauche de la rivière. Le flux le plus ancien est celui qui a atteint Capo Schisò, sur la mer. Les basaltes colonnaires visibles dans les gorges sont ceux de l'écoulement moins ancien et seraient le produit du refroidissement rapide provoqué par la présence d'eau de rivière ; ils forment des structures prismatiques de différentes configurations, comme une « pile », une « harpe », avec un motif radial. Les formations verticales en « tuyaux d'orgue » atteignent dans certains cas 30 mètres.

### Accès
De Messine, ce site touristique est accessible en prenant la SS 114 (ou par l'autoroute A18) en direction de Catane, en bifurquant à Giardini Naxos en direction de la SS 185 en direction de Francavilla di Sicilia et après douze kilomètres, l'entrée des Gole dell'Alcàntara est atteint. Un autre itinéraire venant de Bronte-Randazzo passe par Castiglione di Sicilia en direction de Giardini-Naxos.
Une gare sur la ligne Alcantara-Randazzo a été construite dans les années 1990 afin de permettre un accès par train, mais celle-ci ne sera jamais utilisée et reste à ce jour à l'abandon.

### Cinéma
La zone est utilisée comme lieux de tournages pour diverses productions cinématographiques :
- L'arcidiavolo (1966) d'Ettore Scola
- I paladini: storia d'armi e d'amori (1983) de Giacomo Battiato
- Popcorn e patatine (1985) de Mariano Laurenti avec Nino D'Angelo
- Il racconto dei racconti (2015) de Matteo Garrone

### Théâtre
Plusieurs compagnies théâtrales se sont produites depuis plusieurs années dans des spectacles sur les berges du fleuve, tels que :
- L'Enfer de Dante (2008) réalisé par Guglielmo Ferro[4]
- L'Odyssée d'Homère (2019) réalisé par John Anfuso[5]

## Galerie d'images

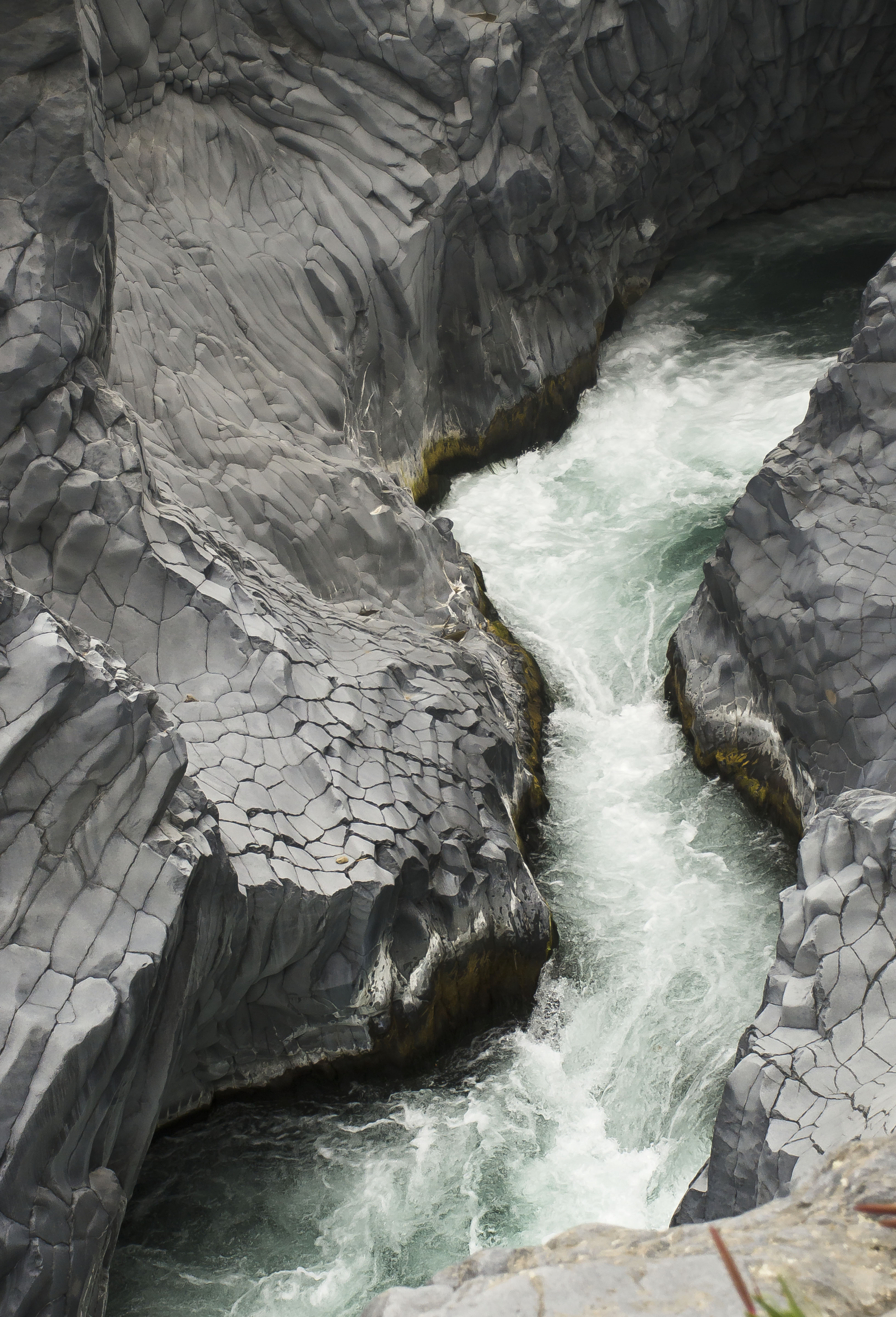
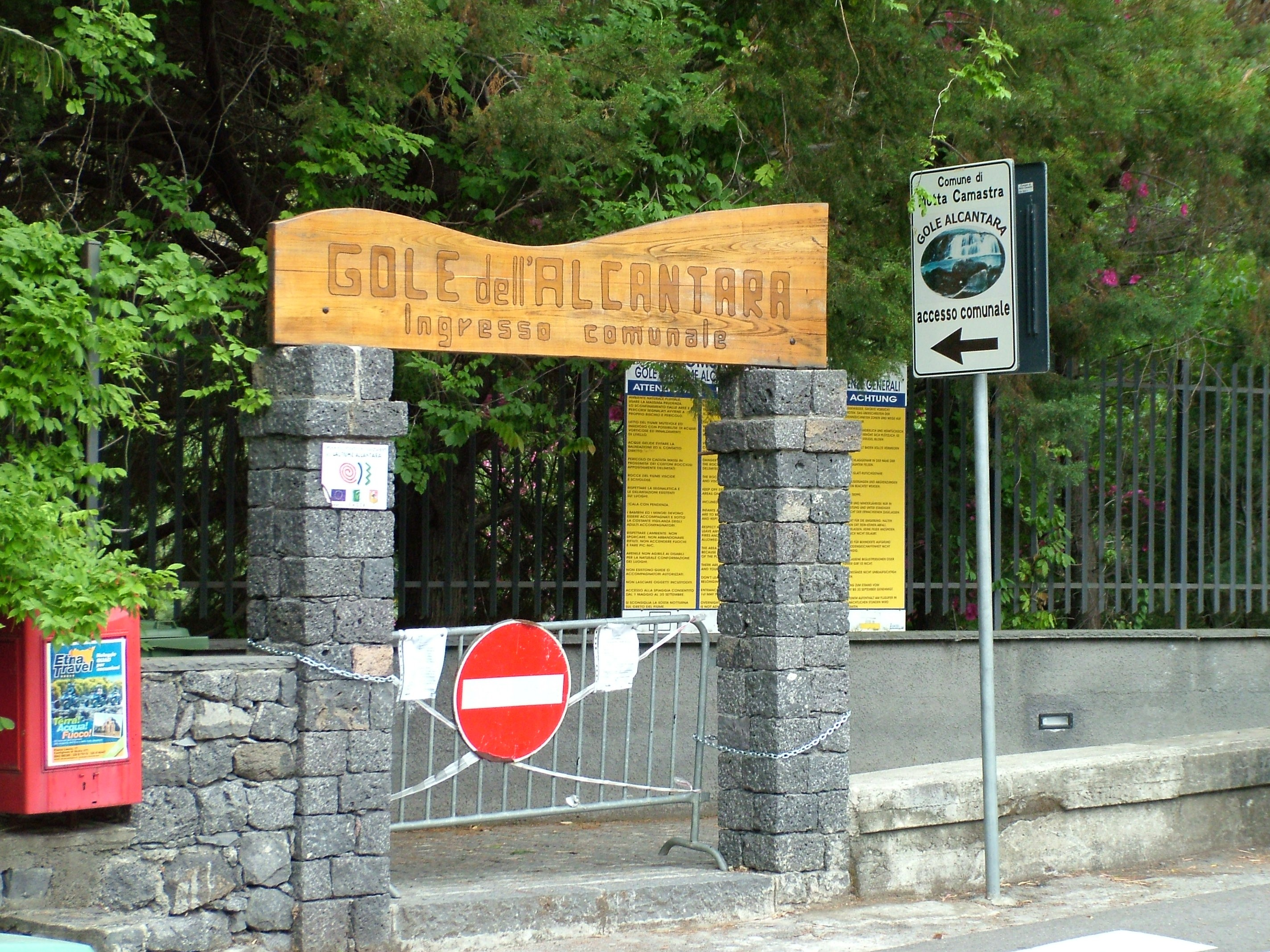
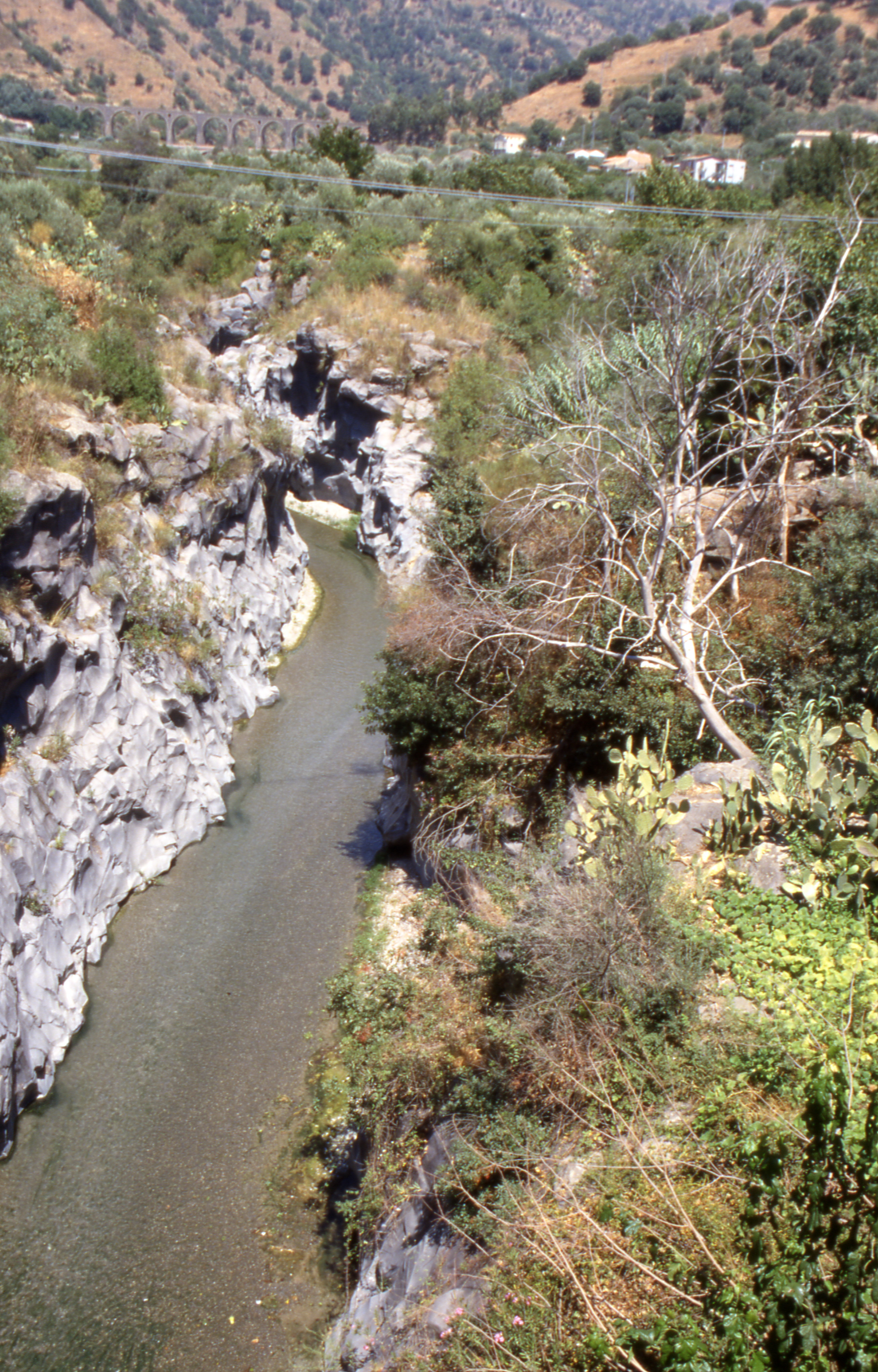
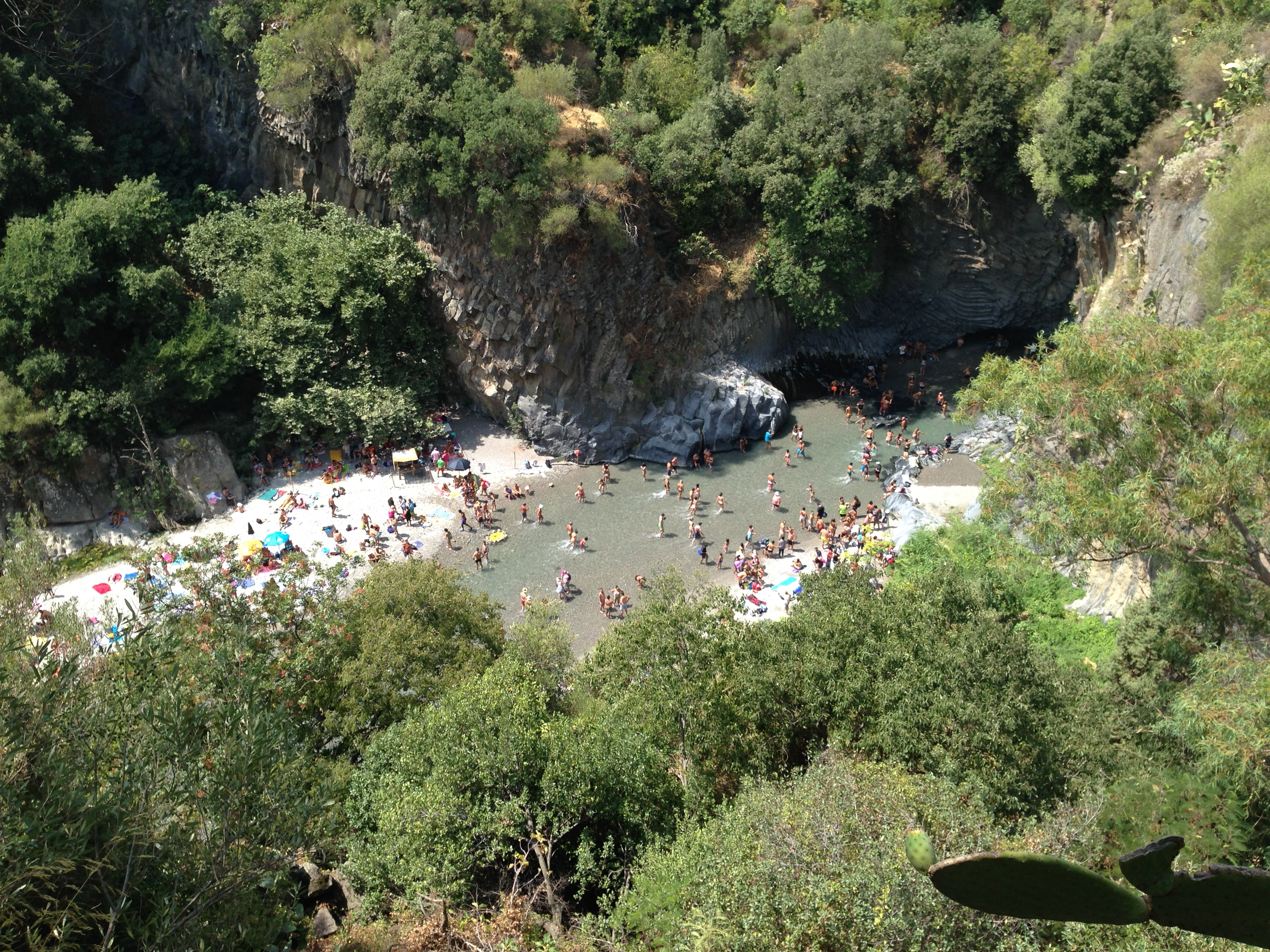
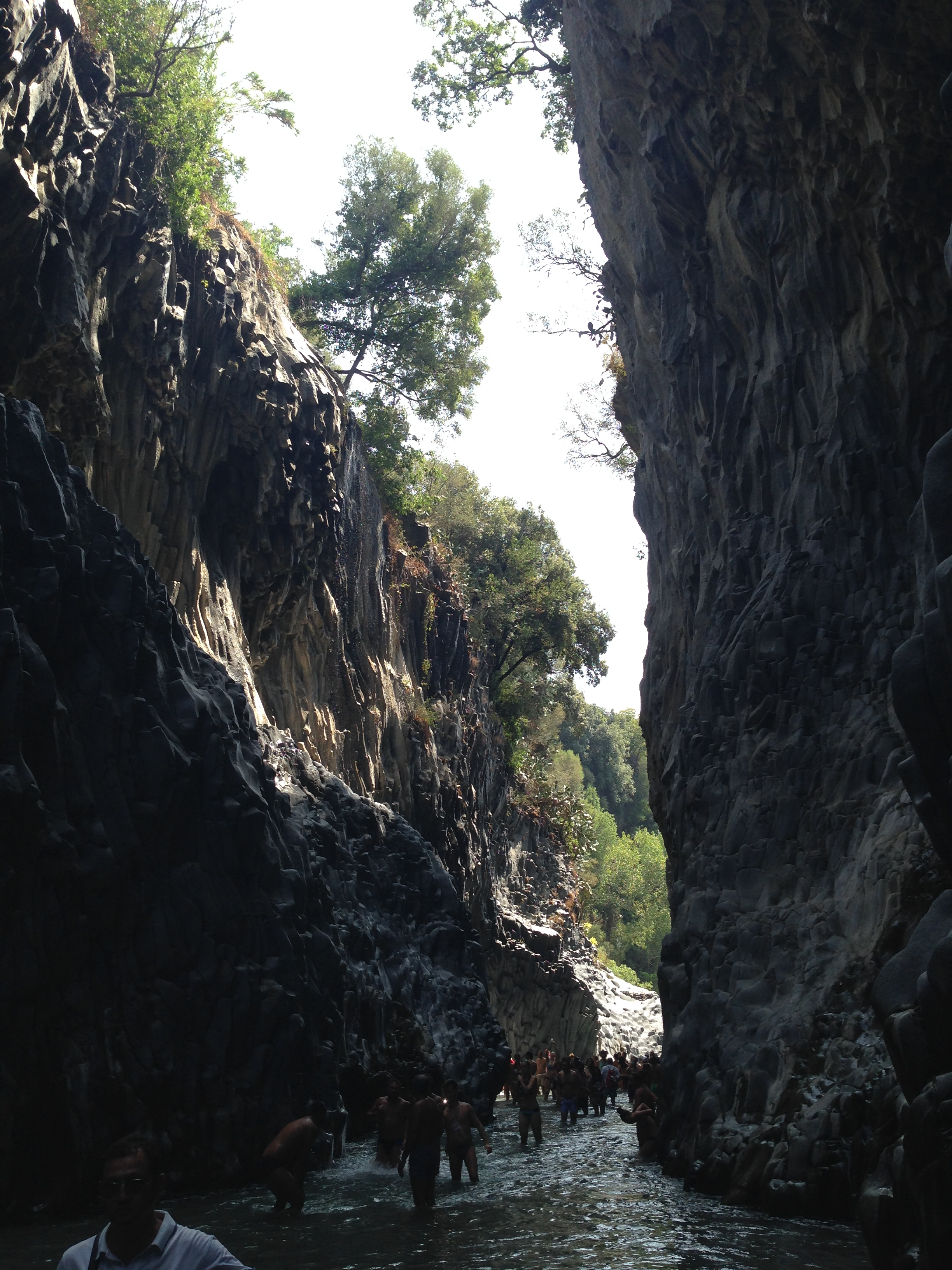